# Heidesee in der Kirchheller Heide
Heidesee in der Kirchheller Heide este o arie protejată (arie specială de conservare — SAC, sit de importanță comunitară — SCI) din Germania întinsă pe o suprafață de 54,28 ha, integral pe uscat.

## Localizare
Centrul sitului Heidesee in der Kirchheller Heide este situat la coordonatele 51°34′51″N 6°52′38″E / 51.5808°N 6.8772°E.

## Înființare
Situl Heidesee in der Kirchheller Heide a fost declarat sit de importanță comunitară în martie 2001 pentru a proteja un număr necunoscut de specii din flora spontană și fauna sălbatică aflate în arealul zonei. Situl a fost protejat și ca arie specială de conservare în decembrie 2015.

## Biodiversitate
Situată în ecoregiunea atlantică, aria protejată conține 1 habitat natural: Ape puternic oligomezotrofe cu vegetație bentonică cu Chara spp..
La baza desemnării sitului se află un număr nedeclarat de specii protejate.
Pe lângă speciile protejate, pe teritoriul sitului au mai fost identificate 12 specii de plante.